# Coispéan
Coispéan est un village français situé sur la commune de La Turballe, dans le département de la Loire-Atlantique, en Pays de la Loire. Ses habitants s'appellent les Coispéannais et les Coispéannaises.

## Localisation
Le village de Coispéan se situe au nord est du bourg de La Turballe, à l'est de la D33 en direction de Mesquer et Saint-Molf.

## Toponymie
Coispéan vient du Breton : le petit bois

## Histoire
Coispéan est une ancienne terre noble appartenant tour à tour à Marc du Verger en 1575, Pierre de la Haye de Silz en 1670, Jean Coquard, sieur de Kerné (du Breton : colline) puis René Coquard, sieur de Kerougay.
Le 20 octobre 1847, Louis-Philippe prend une ordonnance à Saint-Cloud créant la nouvelle paroisse de Trescalan, à partir du regroupement des frairies de Trescalan et de Coispéan. 
Le village de Coispéan intègre la commune de La Turballe au moment de la création de cette dernière, le 17 mai 1865.

## Patrimoine
Coispéan possède un ancien four à pain rénové, une croix monumentale, une pierre mégalithique et des fontaines.

## Culture
Chaque année en juillet, l'association ACLC (Association campagnarde des loisirs coispéannais) organise la Fête du four à pain, au cours de laquelle l'ancien four à pain communal rénové est mis en service. Les 80 bénévoles de l'association confectionnent la pâte à pain qui est cuite sur place, des « p'tits coispéanais » (sucré) et des pâtés. Le public a la possibilité de découvrir la cuisson traditionnelle au feu de bois du pain, ainsi que de déguster des produits cuits sur place, ou de prendre un repas servi en plein air avec saucisse au muscadet.

## Galerie

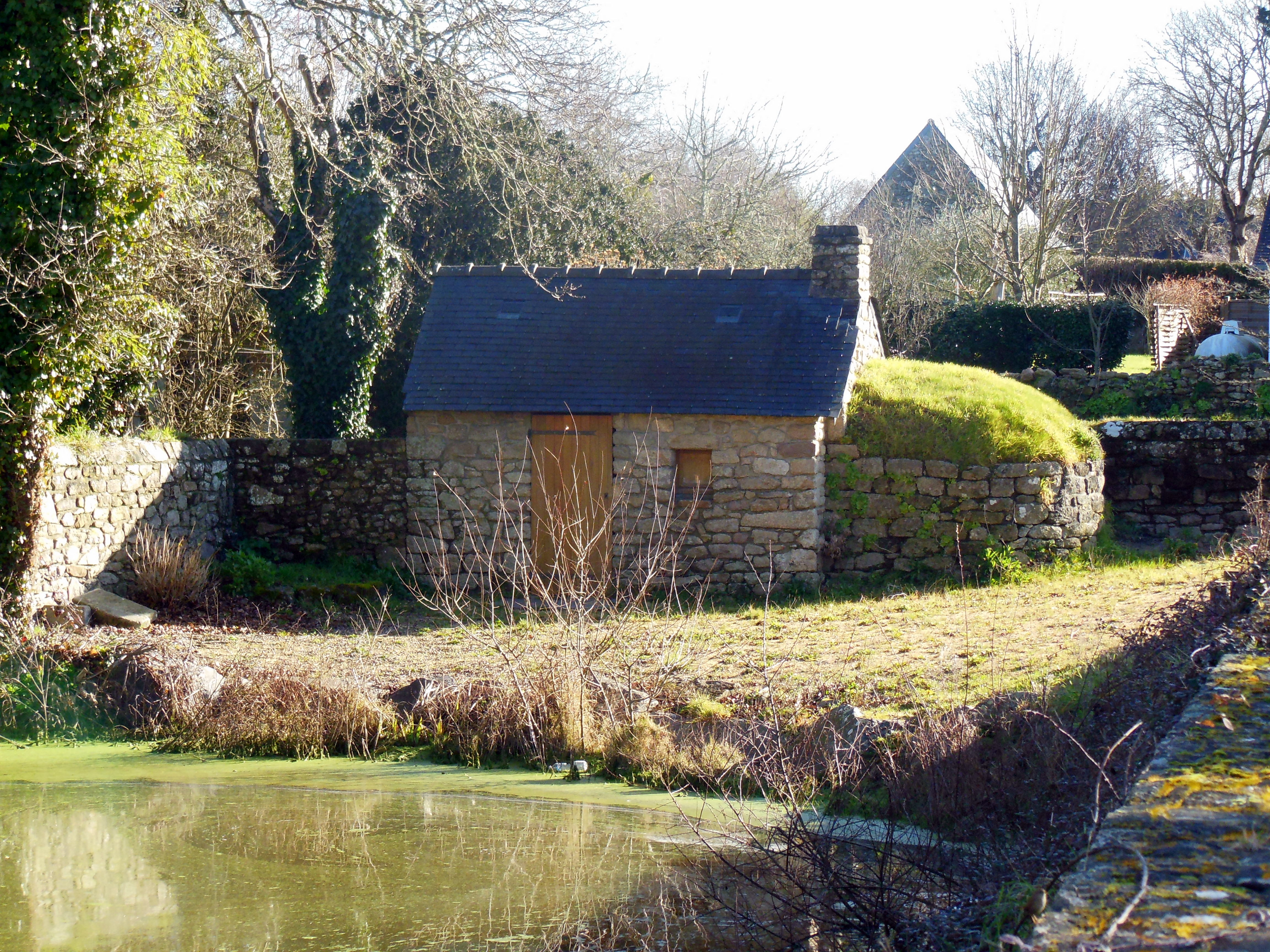
Ancien four à pain rénové
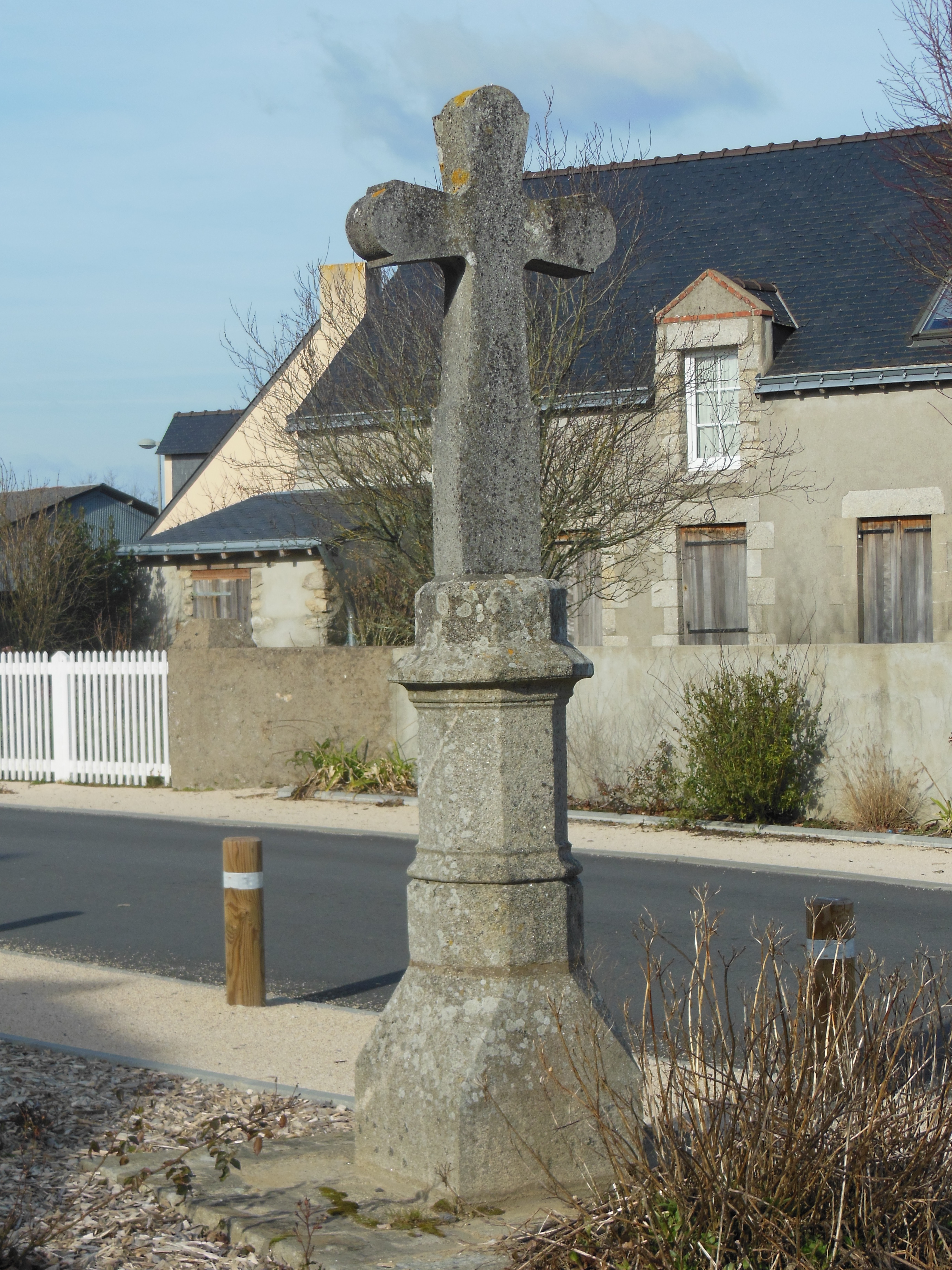
Croix de mission de Coispéan (1950)[a]
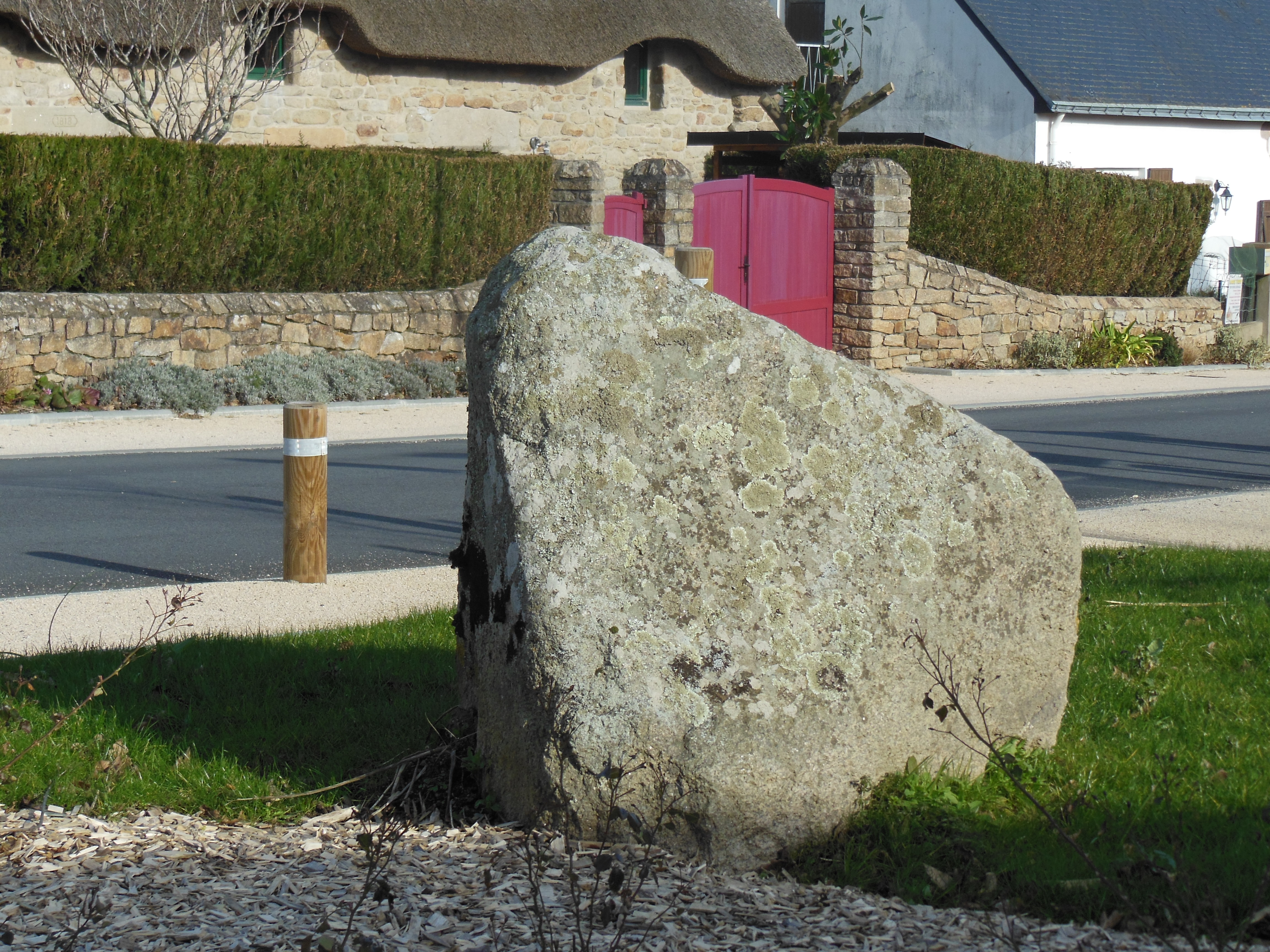
Mégalithe, dit le Gravier de Gargantua
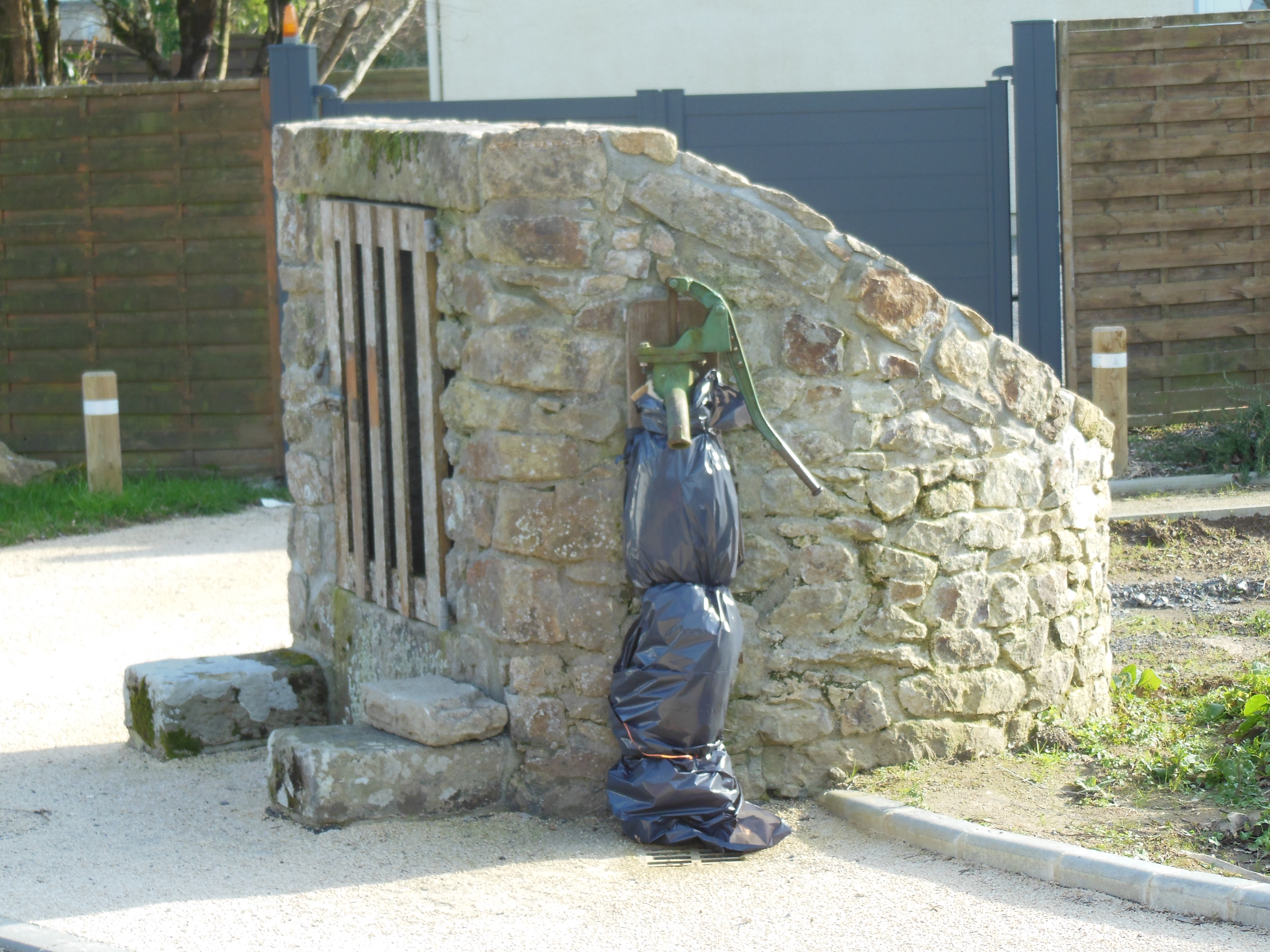
Fontaine publique